# ميخائيل كونينغهام (لاعب كرة قدم)
ميخائيل كونينغهام (بالإنجليزية: Michael Cunningham)‏ هو لاعب كرة قدم بريطاني، ولد في 10 مارس 2001.